# LaAdrian Waddle
 (septembre 2019).
Si vous disposez d'ouvrages ou d'articles de référence ou si vous connaissez des sites web de qualité traitant du thème abordé ici, merci de compléter l'article en donnant les références utiles à sa vérifiabilité et en les liant à la section « Notes et références ».
(en) Statistiques sur pro-football-reference
LaAdrian Waddle, né le 21 juillet 1991, est un joueur américain de football américain. Il joue actuellement avec les Bills de Buffalo.

## Biographie

### Carrière universitaire
Étudiant à l'université Texas Tech, il joue avec les Red Raiders de 2009 à 2012.

### Carrière professionnelle
Les Patriots de la Nouvelle-Angleterre le réclame du ballotage le 16 décembre 2015.

## Palmarès
- Red Raiders de Texas Tech (2011-2013)
- Lions de Détroit (2013–2015)
- Patriots de la Nouvelle-Angleterre (2016–2019), vainqueur des Super Bowl LI et LIII.